# Црква Светог Серафима Саровског (Панган)
Црква Светог Серафима Саровског један је од православних храмова Тајландске епархије Руске православне цркве, који се налази у граду Тонг Сала на острву Ко Панган у Краљевини Тајланд. Оснивање ове цркве имало је за циљ да духовно подржи бројне представнике дијаспоре руског говорног подручја на острву Ко Панган.

## Положај и статус
Храм Вазнесења Господњег се налази на острву граду Тонг Сала на острву Ко Пангану у Краљевини Тајланд. у Тајландском заливу, уз обалу Малајског полуострва, на парцели површине 1.376 квадратних метара, на удаљености од 2 километра од морског пристаништа и раскрснице два пута, који воде до плажа и одмаралишта на острву.
Са више од 400 хотела, међународном школом  и међународни аеродром и богатим природним ресурсима острво је изузетно популарна туристичка локација због својих белих пешчаних плажа, коралних гребена и кокосових ораха.
Православна црква Светог Серафима Саровско на острву Ко Панган, као и остале на Тајланду су под црквеном јурисдикцијом православног патријарха московског и целе Русије, као гаранта чистоте православне хришћанске вере.

## Историја
Православље на Тајланду  је хришћанска деноминација која је се јавила у овој земљи у 20. веку. Православље као веру прихватило је око 0,002% становништва земље (1 хиљада људи 2010. године), не рачунајући православне вернике који долазе у земљу на одмор или службено у њој бораве. Православља у Тајланду пропагира Епархија тајландска, која је под јурисдикцијом Московске патријаршије и која организационо обједињује већину православних хришћана у овој држави.

### Први контакти са православљем
Године 1863. године дошло је до првих контаката између Руса и Сијамаца - морнари два руска брода посетили су главни град Сијама, Бангкок. У наредним деценијама сијамско тло посећивали су морнари, путници и дипломате из Русије, представници краљевске куће Романових и вође будистичке сангхе источног Сибира.
О прелазу из 19. у 20. век, може се говорити као о периоду у коме је дошло до контактима двеју земаља у области проучавању међусобних културних феномена.
Тадашња Русија је била једна од најјачих сила на свету, а православље је била државна религија у земљи, али Руска православна црква никада себи није дозволила бесцеремонијално, насилно мешање у политички, културни и верски живот Тајланда (Сијама). То је због чињенице да је Русија првобитно формирана као евроазијска мултинационална држава, била програмирана самом стварношћу да признаје и поштује друге културне и верске традиције.
Посебну улогу у развоју руско-сијамских односа одиграла је посета Сијаму наследника - цесаревича Николаја Александровича, будућег цара Николаја II који је у периоду од 1890.до 1891. путовао по земљама Истока. и 19-24. марта 1891. на позив краља Чулалонгкорна (Рама В), посетио Бангкок. Следио је и њихов нови сусрет у Санкт Петербургу 1897. године.
Истовремено, у Санкт Петербургу је постигнут договор о успостављању дипломатских односа између две земље. Током посете, неколико десетина Сијамаца упознало се са историјским и културним знаменитостима Санкт Петербурга и Москве, први пут сазнало о Православљу. Сам краљ Чулалонгкорн, принц-наследник Вачиравуд, други принчеви, министри, чланови краљеве пратње, између осталог, посетили су Саборну цркву Христа Спаситеља, храмове Московског Кремља, гробницу породице Романов у Новоспаски манастир.
У првој половини 20. века, током  „хладног рата“ између две светске суперсиле – СССР-а и САД, Тајланд је дефинитивно био на страни ове друге силе. Рефлексно, после пада комунистичког режима и распада СССР-а, деценијама пропагиран опрез многих земаља пренео се и на нову Русију. Требало је много времена и труда да Тајланђани схвате суштину онога што се догодило у Русији и нову реалност.
Каако православље никада раније није било заступљено на Тајланду (Сијаму)  стога је стварање нове православне заједнице  и појава страног духовника наишла на различите реакције. Власти су прво одбиле државно признање Руске православне цркве на Тајланду као нове верске конфесије.
Након што је новоформирана парохија Светог Николе Руске православне цркве (МП) у Бангкоку поставила малу цркву у помоћној просторији и почела да обавља статутарне службе, поред верника који говоре руски, храм су почели активно да посећују и православни Румуни, који такође нису били задовољни служењем богослужења у католичкој цркви . Од посебног значаја је био долазак у цркву Светог Николе господина Константина Сурескуа, који је у то време био отправник послова Румуније на Тајланду, и његове супруге Корнелије Суреску, дубоко православних и црквених људи. За њима, остали верни Румуни су кренули у Никољданску парохију.
Постепено и тешком муком превазиђена је опрезност тајландских власти према Руској православној цркви, након добрих контакта између Представништва Руске православне цркве и Краљевског дома Тајланда. Касније, захваљујући већем разумевању са тајландским властима, а на основу права приватне својине, постало је могуће изградити прве православе цркве, на Тајланду.
Почетком 2008. године Тајландске власти, имајући у виду вишегодишњу делатност православне заједнице на Тајланду, препознале су је као корисну, у складу са интересима Краљевине, за јачање верских и моралних основа друштва.

### Оснивање парохије
Представник Руске православне цркве (Московске Патријаршије) у Краљевини Тајланд игумен Олег (Черепанин) је 28. марта 2009. године, на позив православних верника, посетио Ко  Самуи , где је основао православну парохију. у част Вазнесења Господњег. Поред Кох Самуија, нова жупа је обухватала острва Ко Панган и Тао.
Дана 2. марта 2015. године, пастирски састанак свештенства у Краљевини Тајланд, између осталог, одобрио је поклон парцеле за изградњу православног храма на острву Ко Панган.
По речима јереја Алексеја Головина, настојатеља Вазнесенске цркве на острву Ко Самуи, који води и духовну бригу о православним верницима на Ко Пангану, до тада је стални број рускофоне дијаспоре која живи на острву Ко  Панган бројао око 400 људи. Током туристичке сезоне њихов број се повећао на 2.000-2.500 људи. Како се сваке године повећавао број сталних становника и туриста на острву Ко Панган,  представнику  Руске православне цркве на Тајланду, архимандрит  Олегу (Черепанину), јереј Алексеј Головин послао је извешта, на основу података своје пастирске делатности на Ко  П ангану, у коме је истакао потребу да се на овом острву изгради црква како би се обезбедио нормалан духовни живот православних верника.
Представник Руске православне цркве на Тајланду архимандрит Олег (Черепанин) је 1/2. март 2016. године, у пратњи настојатеља Вазнесењске цркве на острву Ко Самуији, јереја Алексеја Головина, боравио у радној посети Ко Пангану ради процене изводљивост изградње православне цркве на острву и, доношењу евентуалне одлуке о откуп земљишта за будућу цркву. После састанка са православним верницима на Ко Пангану, узимајући у обзир мишљење свештеника Алексеја Головина и лично познавање ситуације, архимандрит Олег је изјавио:
Панган има прилично велику заједницу руског говорног подручја, која се састоји од сталних становника на острву и оних који су тамо сезонски бораве. Острво сваке године посети велики број туриста, укључујући и оне из православних земаља. Ко Панган је одмаралиште на Тајланду које се динамично развија. Данас на острву има више од 400 хотела, међународне школе, у изградњи и међународни аеродром.  На острву се налазе католички и протестантски храмови, џамија и будистички храмови.
С обзиром на то да је у то време била у току изградња Богословске школе на Пукету, цркве Великомученика Георгија Победоносца у Пном Пен и реконструкција цркве Свих Светих у Патаји, коначна одлука о куповини земљишта на острву Ко Панган и накнадна изградња православне цркве требало је да буде донета  након обављених разговора о овом питању са филантропима и донаторима.
Дана 21. априла 2016. године, председник Комитета Фондације Православне Цркве на Тајланду, протојереј Данаи (Даниел) Ванна, посетио је Ко Панган, где је купио парцелу површине 1.376 квадратних метара у граду Тонг Сала, на удаљености од 2 километра од морског пристаништа и раскрснице два пута, који воде до плажа и одмаралишта на острву. Купопродајна цена је била 3.829.000 ТХБ (око 110.000 УСД).  Након  куповине земљишта за будући храм, поједини добротвори и донатори православних храмова на Тајланду изразили су жељу да подрже овај пројекат и учествују у изградњи храма Светог Серафима Саровског на острвз Ко Панган.
Патријарх московски и целе Русије Кирил  19. маја 2016. године написао је резолуцију у којој је навео:
Благосиљам почетак изградње храма у част Св. Серафима Саровског на о. Кох Пханган (провинција Сурат Тхани, Краљевина Тајланд). Захваљујем вам на вашим напорима и бризи за духовну исхрану дијаспоре руског говорног подручја која живи у региону. Благослов Божији нека буде са вама, свештенством и целокупном паством парохија и заједница Московске Патријаршије у Тајланду, Камбоџи и Лаосу.
Све напред наведено послужило је као основа да Представништво Руске православне цркве у региону, и Православна Цркве на Тајланду започну изградњу храма Божијег у част великог светитеља Божијег, молитвеника за све свет - Преосвећеног Серафима Саровског.
Дана 22. јула 2016. године, на захтев православних верника који живе на Ко Пангану, одржана је још једна служба на месту изградње будућег храма  на острву у част Светог Серафима Саровског, коју је обавио настојатељ цркве Вазнесења Господњег  на Ко Самуију, свештеник Алексеј Головин. Након освештања од се  упознао са напретком грађевинских радова.  Том приликом је за богослужење на острву Ко Панган одређен је патронални  празник  храма у изградњи - дан сећања на светог Серафима Саровског.
С обзиром на активност мале православне заједнице на острву Ко Панган, представник Руске православне цркве на Тајланду, архимандрит Олег (Черепанин), одлучио је да пренесе на вечно складиште у храм у изградњи кивот са честицом Светих моштију Светог Серафима Саровског из Саборне цркве Светог Николе у Бангкоку. До завршетка храма на Ко Пангану, улогу светилиште  имала је црква Вазнесења Господњег на окстрву Ко Самуи најближем  острву Ко Панган.

### Изградња цркве
Дана 1. августа 2016. године јереј Алексеј Головин посетио је острво Ко  Панган, и на захтев локалног Патва, служио Божанствену Литургију на месту цркве у изградњи у част Светог Серафима Саровског.
У септембру 2017. године завршена је изградња једнокуполне цркве. И пре завршетка цркве верници су стално долазили на градилиште да се моле у храм који се гради.
Архимандрит Олег (Черепанин) је 29. октобра 2017. године извршио мало освећење Серафимске цркве на острву и потом прву Божанствену Литургију у њој. Архимандриту Олегу саслуживали су: протојереј Даниил Ванна, јереј Алексеј Головин, јеромонах Серафим (Васиљев), ђакон Константин Ивашченко, и почасни гост протојереј Василиј Биљак, декан Првог Дарницког деканата Кијевског и настојатељ храма Свето Рождество Христово.
Начелник Канцеларије Московске Патријаршије за установе у иностранству Епископ звенигородски Антоније извршио је 10. децембра 2017. године велико освећење храма и началствовао богослужењем у новоосвећеном храму Божанствену Литургију. Поводом овог свечаног чина у допису руске амбасаде на Тајланду између осталог записано је:
Освећење овог прелепог, удобног храма пажљиво је припремила Руска православна црква на Тајланду и верници су га са одушевљењем примили.
Свети Синод Руске православне цркве је 7. марта 2018. године укључио парохију у деканат парохија Руске православне цркве Московске Патријаршије у Краљевини Тајланд.

## Занимњивости
На Тајланду, где више од 90 одсто становништва исповеда будизам, у 21. веку отворено је десет православних цркава, а у пастви је много локалног становништва. Про је отворена у Бангкоку  Саборна црква Светог Николе у којој је седиште Тајландсек епархије.
У летовалишту Патаја, где је руска заједница најшире заступљена, већ постоје две парохије.
Православне цркве на Тајвану постоје и на острвима Ко Пукет, Ко  Самуи и Ко Чанг, у летовалишту Хуа Хин, док је на најсевернија тајландска црква отворена у провинцији Чијанг Мај.
У провинцији Рачабури постоји и православни манастир.
Представништво Руске православне цркве у Краљевини Тајланд основано је 27. децембра 2001. године. Одлуком Светог синода формиран је Патријаршијски деканат у оквиру парохија које се налазе у Краљевини Тајланд. За деканат је постављен архимандрит Олег (Черепанин), представник Руске православне цркве у Краљевини Тајланд.